# David Abulafia
David Abulafia (12 de dezembro de 1949) é um historiador britânico com um interesse particular na Itália, Espanha e no resto do Mediterrâneo durante a Idade Média e o Renascimento. Passou a maior parte de sua carreira na Universidade de Cambridge, tornando-se professor aos 50 anos.
É membro da Academia Britânica e membro da Academia Europaea. Em 2013, foi premiado com uma das três primeiras medalhas da Academia Britânica por seu trabalho sobre a história do Mediterrâneo. Em 2020, recebeu o Prêmio Wolfson de História pelo livro The Great Sea: A Human History of the Mediterranean.

## Vida e carreira
Em 2011, a Penguin Books (e a Oxford University Press em Nova Iorque) publicaram seu livro The Great Sea: A Human History of the Mediterranean, um volume substancial que apresenta uma abordagem diferente da história mediterrânea daquela proposta pelo historiador francês Fernand Braudel, e varia no tempo de 22.000 aC a 2010 dC. O livro, que recebeu o Prêmio Literário Mountbatten da Maritime Foundation, tornou-se um best-seller de não-ficção no Reino Unido e foi amplamente aclamado. Foi traduzido para holandês, grego, turco, espanhol, alemão, italiano, coreano, chinês, romeno e português, com outras traduções sob contrato.[carece de fontes?]
Abulafia escreveu The Boundless Sea: A Human History of the Oceans, publicado pela Penguin no Reino Unido e pela Oxford University Press nos EUA em outubro de 2019. Este livro aplica um método semelhante à sua história do Mediterrâneo, observando as pessoas que se mudaram através do mar aberto, e enfatizando o papel do comércio marítimo na história política, cultural e econômica da humanidade. Ganhou o Prêmio Wolfson de História 2020.
Era presidente da Historians for Britain, uma organização que faz lobby pela saída do Reino Unido da União Europeia. Segundo Abulafia, o processo de integração europeia é "um mito usado para silenciar outras visões da comunidade europeia". Escreveu artigos de opinião criticando a adesão do Reino Unido à União Europeia, acusando a ideia de unidade europeia de ser baseada em "determinismo histórico".
Em 1979, Abulafia casou-se com Anna Brechta Sapir. O casal tem duas filhas adultas.